# Żmudź (gmina)
Żmudź – gmina wiejska w województwie lubelskim, w powiecie chełmskim. W latach 1975–1998 gmina położona była w województwie chełmskim.
Siedziba gminy to Żmudź.
Według danych z 30 czerwca 2004 gminę zamieszkiwało 3461 osób. Natomiast według danych z 31 grudnia 2019 roku gminę zamieszkiwało 3055 osób.

## Struktura powierzchni
Gmina Żmudź położona jest w południowo-wschodniej części powiatu chełmskiego.
Powierzchnia tej jednostki terytorialnej wynosi 144 km², które zamieszkuje 3,7 tys. osób. Jest to gmina wiejska, w skład której wchodzi 17 sołectw, w skład których wchodzi 22 miejscowości. Gęstość zaludnienia wynosi ok. 26 osób na km². Odległość od siedziby powiatu wynosi 20 km, od stolicy województwa lubelskiego ponad 90 km. Przez obszar gminy przebiega odcinek (10,7 km) drogi wojewódzkiej z Chełma do Hrubieszowa. Do 1998 roku w nomenklaturze oznaczeń drogowych nosiła nazwę drogi krajowej. Prowadzi ona do przejścia granicznego z Ukrainą.

## Demografia

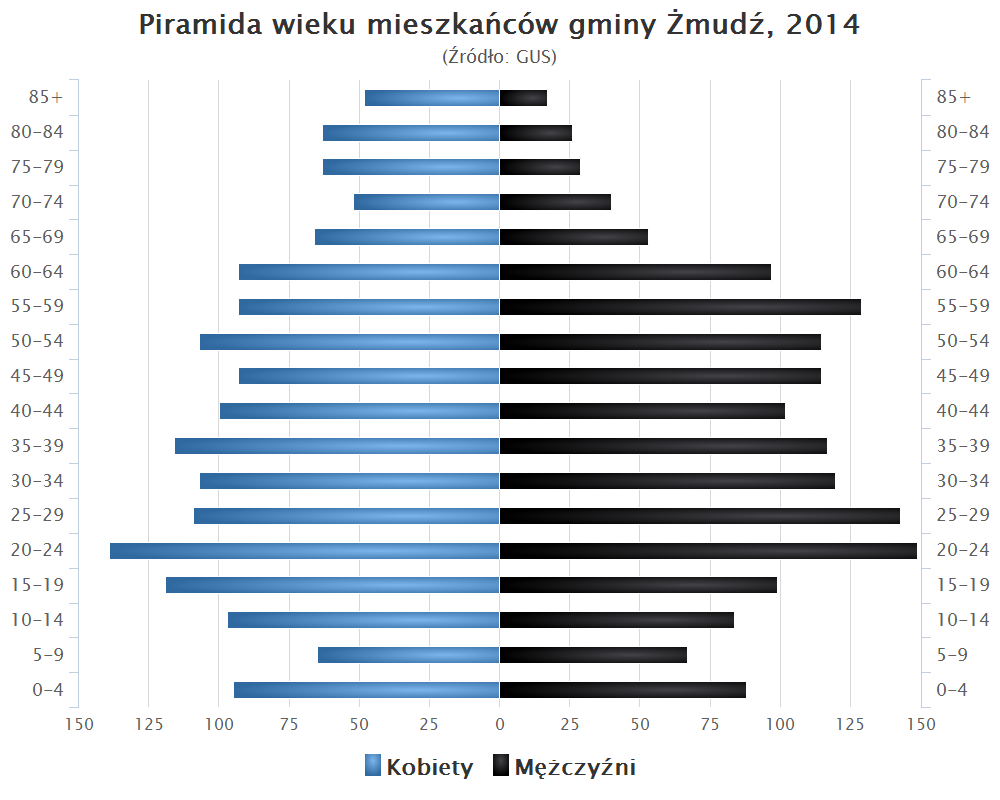
Piramida wieku mieszkańców gminy Żmudź w 2014 roku

Dane z 30 czerwca 2004:
| Opis                              | Ogółem | Ogółem | Kobiety | Kobiety | Mężczyźni | Mężczyźni |
| --------------------------------- | ------ | ------ | ------- | ------- | --------- | --------- |
| Jednostka                         | osób   | %      | osób    | %       | osób      | %         |
| Populacja                         | 3461   | 100    | 1765    | 51      | 1696      | 49        |
| Gęstość zaludnienia [mieszk./km²] | 25,5   | 25,5   | 13      | 13      | 12,5      | 12,5      |

## Przyroda
Jest to gmina typowo rolnicza. Na jej terenie występują obszary o dużych walorach przyrodniczych, przez które przepływają rzeki Krzywólka i Udal. Znajduje się tu 5 zbiorników retencyjnych, przy których można ciekawie spędzić wolny czas. W północnej części gminy znajduje się największy zbiornik retencyjny „Dębowy las” (27 ha), przy którym wyznaczono pola namiotowe i plażę. Atrakcyjne położenie i walory przyrodnicze corocznie przyciągają ogromne rzesze turystów. Można tu wędkować.
W gminie funkcjonuje stowarzyszenie Agroturystyczne Ziemi Chełmskiej „Puszcza”, skupiające gospodarstwa agroturystyczne z szeroką ofertą wypoczynkową.
Występują tu pomniki przyrody:
- dąb szypułkowy o obwodzie pnia 520 cm, wysokości 26 m, rzucie korony 18 m.
- lipa drobnolistna, rosnąca w miejscowości Bielin, o obwodzie pnia 290 cm, wysokości 22 m, rzucie korony 18 m.
- W miejscowości Żmudź znajduje się rezerwat przyrody Żmudź o pow. 5,81 ha[6]. Występuje w nim unikatowa roślinność kserotermiczna i jedyna tego typu zbiorowość lnu złocistego w Europie. Rezerwat utworzono w celu zachowania unikatowych form erozyjnych, zbudowanych ze skał kredowych, oraz ochrony stanowisk roślin kserotermicznych.

## Infrastruktura
Na terenie gminy znajdują się obiekty administracji samorządowej, organizacji społecznych, posterunek policji, dwa kościoły katolickie oraz bank. W miejscowości gminnej znajduje się GS. Na terenie gminy funkcjonuje 8 jednostek Ochotniczych Straży Pożarnych (3 jedn. typu „S”, 5 jedn. typu „M”).
Od kilku lat rokrocznie gmina pozyskuje wsparcie finansowe z różnych funduszy. Z większych inwestycji w ostatnich kilku latach należy wymienić: budowę hali sportowej wraz z łącznikiem przy Zespole Szkół w Żmudzi, budowę drogi Leszczany – Koczów, budowę wodociągów w Wólce Leszczańskiej i w Pobołowicach, odbudowę spalonej w 2004 r. Szkoły Podstawowej w Wólce Leszczańskiej i inne. Obecnie samorząd gminny zabiega o pozyskanie unijnych środków na wiele inwestycji poprawiających infrastrukturę gminy i mających na celu zatrzymanie przed migracją jej mieszkańców.

## Edukacja
- Zespół Szkół im. H. Sienkiewicza w Żmudzi (szkoła podstawowa i gimnazjum)– 391 uczniów
- Szkoła Podstawowa w Wołkowianach, w klasach I-VI uczy się 83 uczniów, a w oddziale przedszkolnym 14 uczniów. W Szkole Filialnej w Roztoce w klasach II i III uczy się 8 uczniów.
- Szkoła Podstawowa w Leszczanach, uczęszcza do niej 23 uczniów klas I-III oraz 10 dzieci oddziału przedszkolnego.
- Szkoła Podstawowa w Wólce Leszczańskiej, uczęszcza do niej 29 uczniów.

Wszystkie dzieci mogą korzystać z dożywiania w stołówkach szkolnych.

## Zabytki
Na terenie gminy występują liczne obiekty zabytkowe:
Dryszczówkrzyż kamienny z XIX w.,
kapliczka św. Jana Chrzciciela na źródle, drewniana, z 1857 r., remont ok. 1975 r. i 2002 r.
Klesztówzespół sakralny
Pobołowicemłyn wodno-gazowy
Puszczakapliczka św. Jana Nepomucena, murowana, 1 poł. XIX w.
Zajazd w Wólce Leszczańskiej
ŻmudźKościół pw. Podwyższenia Krzyża Świętego
kapliczka, murowana, koniec XIX w.,
budynek Urzędu Gminy, murowany z 1905 r.,
pozostałości zespołu dworskiego: dwór (obecnie Biuro GS Żmudź, murowany, XIX, przebudowany), gorzelnia (własność AWRSP Żmudź, mur., XIX w.), magazyn gorzelni (własność AWRSP, mur., XIX w.), budynek gospodarczy (własność GS Żmudź, mur., XIX w.),
Pozostałe cmentarze i mogiłyBielin – cmentarz ewangelicki, k. XIX w.,
Klesztów – cmentarz rzymskokatolicki, 1 poł. XX w.,
Leszczany – cmentarz greckokatolicki (1 poł. XIX w.), cmentarz ewangelicki (k. XIX w.), cmentarz prawosławny (k. XIX w.),
Maziarnia Kol. – mogiły żołnierzy radzieckich, XX w., (1944),
Pobołowice – cmentarz prawosławny, 2 poł. XIX w.,
Roztoka – cmentarz prawosławny, 1 poł. XX w.,
Syczów – cmentarz ewangelicki, XIX w.,
Żmudź – cmentarz rzymskokatolicki (2 poł. XIX w.), cmentarz jeńców radzieckich (XX w. 1942–44).

## Kultura i sport
Na terenie Gminy funkcjonuje klub sportowy „Victoria” Żmudź, zrzeszający 64 członków. W skład klubu wchodzą sekcje: piłki nożnej, sportowego połowu ryb, tenisa stołowego, strzelecka.
Zadania własne gminy w dziedzinie kultury realizuje Gminny Ośrodek Kultury, w skład którego wchodzi biblioteka gminna oraz klub sportowy.

## Sołectwa
Annopol, Bielin, Dryszczów, Kazimierówka, Klesztów, Ksawerów, Leszczany, Lipinki, Maziarnia, Pobołowice, Roztoka, Rudno, Stanisławów, Syczów, Wołkowiany, Wólka Leszczańska, Żmudź.
Miejscowości podstawowe bez statusu sołectwa: Gałęzów, Majdan, Pobołowice-Kolonia, Podlaski, Puszcza.

## Sąsiednie gminy
Białopole, Dorohusk, Dubienka, Kamień, Leśniowice, Wojsławice